# Eristalis simplicipes
Eristalis simplicipes är en tvåvingeart som beskrevs av Charles Howard Curran 1928. Eristalis simplicipes ingår i släktet slamflugor, och familjen blomflugor. Inga underarter finns listade i Catalogue of Life.